# Adolf Šlár
Adolf Šlár (14. února 1919 Praha – 7. dubna 1987 Praha) byl československý stolní tenista a mistr světa z roku 1947.

## Kariéra
Do reprezentace se dostal v šestnácti letech. Mezi lety 1936 a 1955 se osmkrát zúčastnil mistrovství světa. Nejúspěšnější byl na mistrovství světa v Paříži, kde získal zlatou medaili ve čtyřhře mužů (s Bohumilem Váňou) a druhou zlatou s týmem ČSR. V utkání smíšených dvojic zde získal stříbro (s Vlastou Depetrisovou).
Pohřben je na Olšanských hřbitovech v Praze.